# Autobahn A14 (Schweiz)
Die Schweizer Autobahn A14 in der Zentralschweiz ist ein Verbindungsstück zwischen der Autobahn A2 und Sihlbrugg. Zwischen der Verzweigung Rütihof und Blegi verläuft sie gemeinsam mit der A4. Die A14 ist Teil der Nationalstrasse 14, die Luzern in der Zentralschweiz mit Wädenswil am Zürichsee verbindet.
Die Autobahn beginnt bei der Verzweigung Rotsee mit km −0.100 und verläuft mehrheitlich entlang der Reuss, die sie zweimal überquert. Beim zweiten Mal überquert sie die Reuss auf der Reussbrücke, der zweithöchsten Brücke im Kanton Zug, ehe sie sich bei der Verzweigung Rütihof bei ca. km 15 mit der A4 verbindet. Auf diesem Abschnitt existiert fast durchgängig eine automatische Geschwindigkeitsregelanlage. Zur HVZ gilt häufig Tempo 80 km/h. Der zweite Abschnitt zwischen Blegi und Sihlbrugg ist rund neun Kilometer lang. Dieser war bis 2020 eine Kantonsstrasse und galt als Autobahnzubringer A4a, ehe sie ins Nationalstrassennetz aufgenommen worden ist.

## Bilder

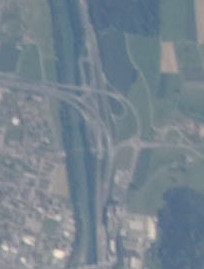
Verzweigung Rotsee, A2 und A14, aus dem Weltall (2009)
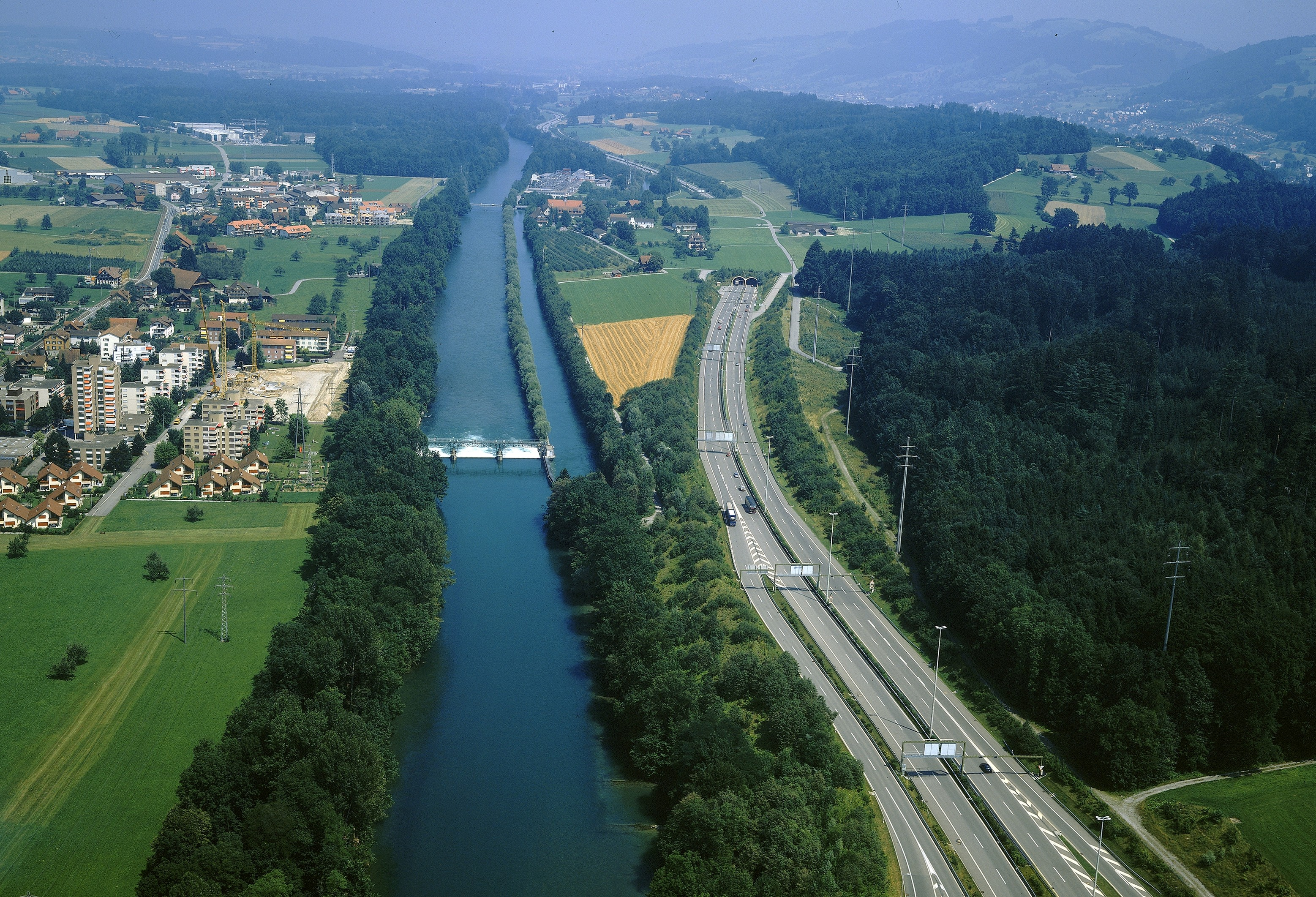
A14 bei Rathausen, rechts vom Reusskanal, Luftbild (1991)
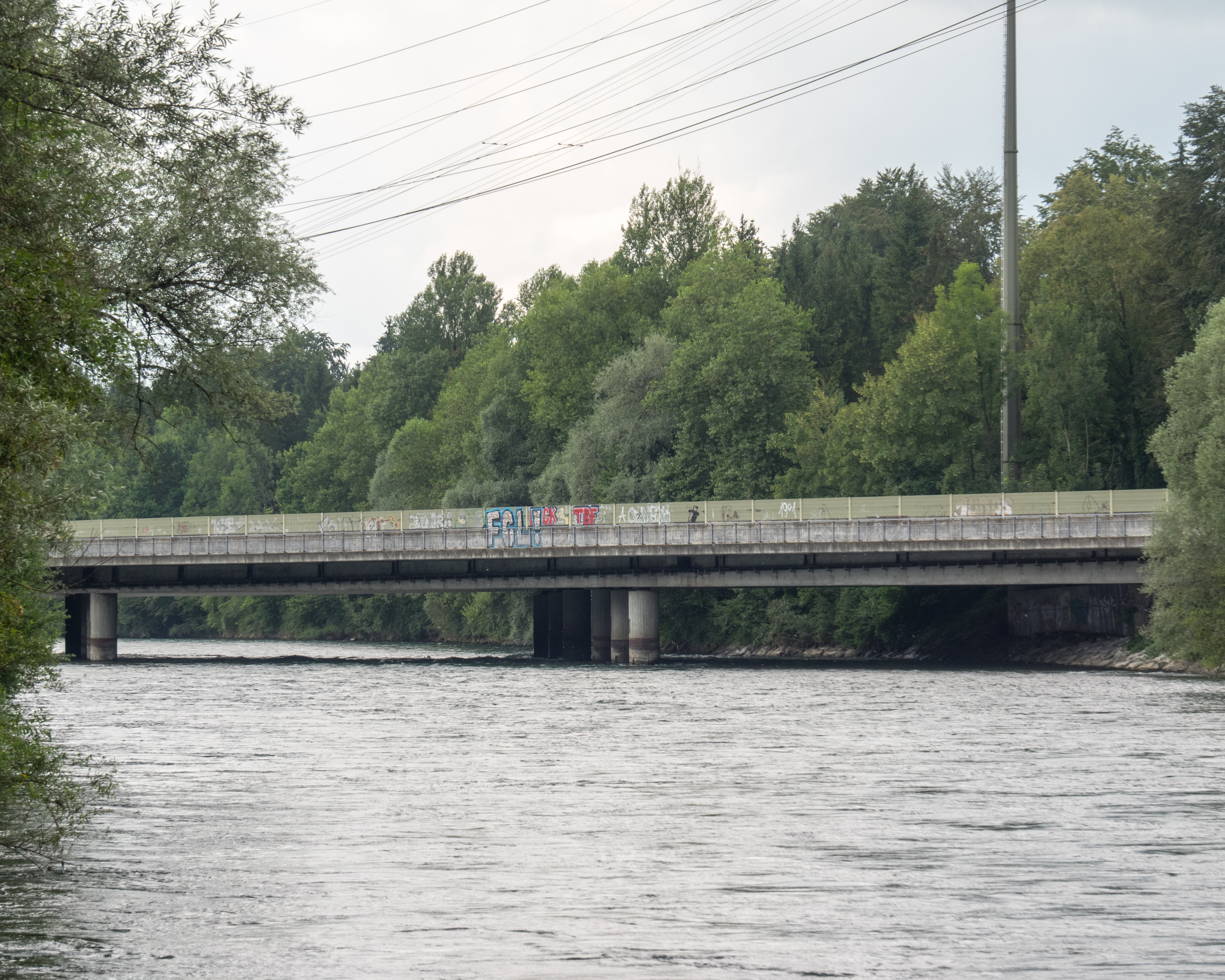
Reussbrücke Buchrain mit Fusssteg
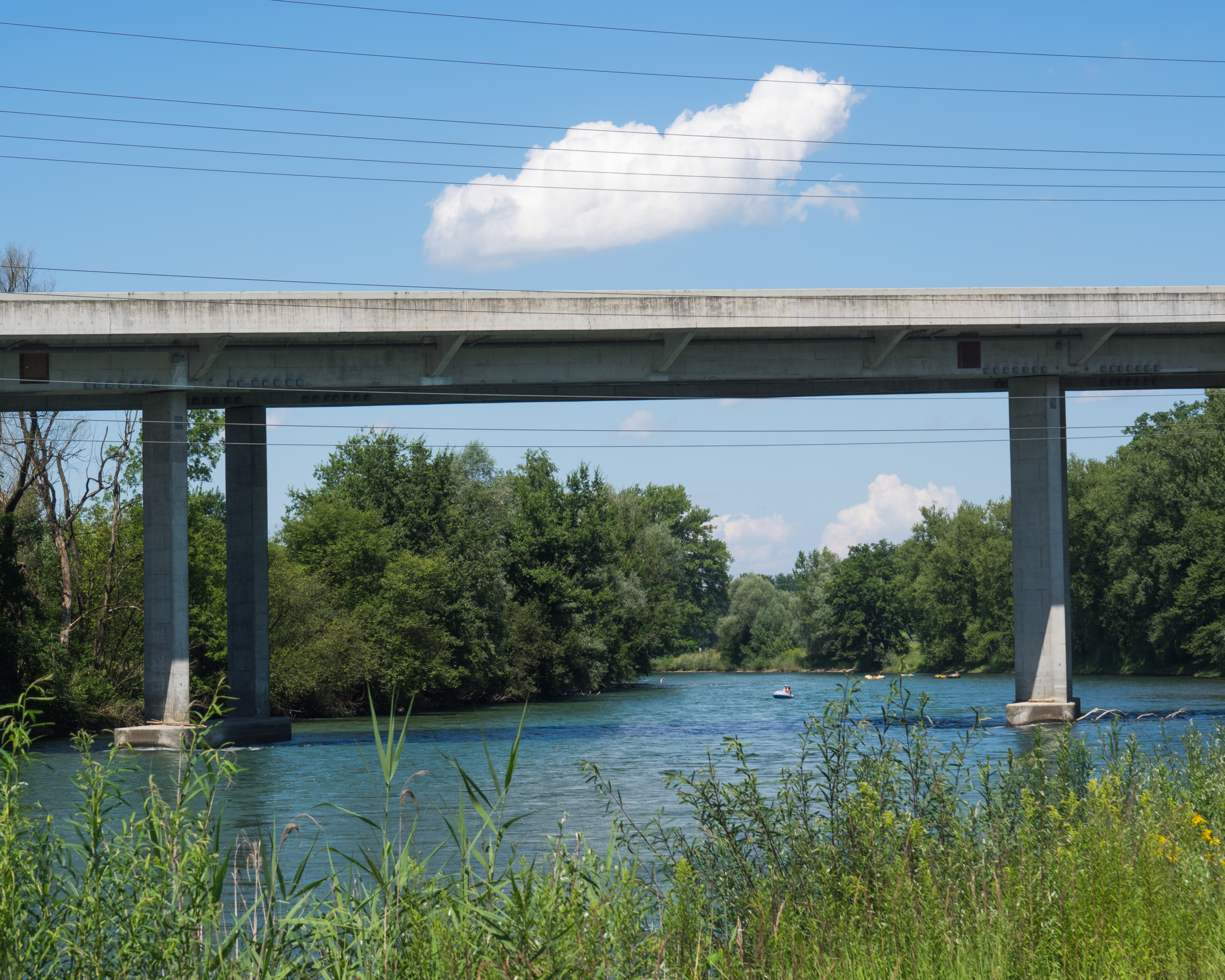
Reussbrücke Rotkreuz–Dietwil
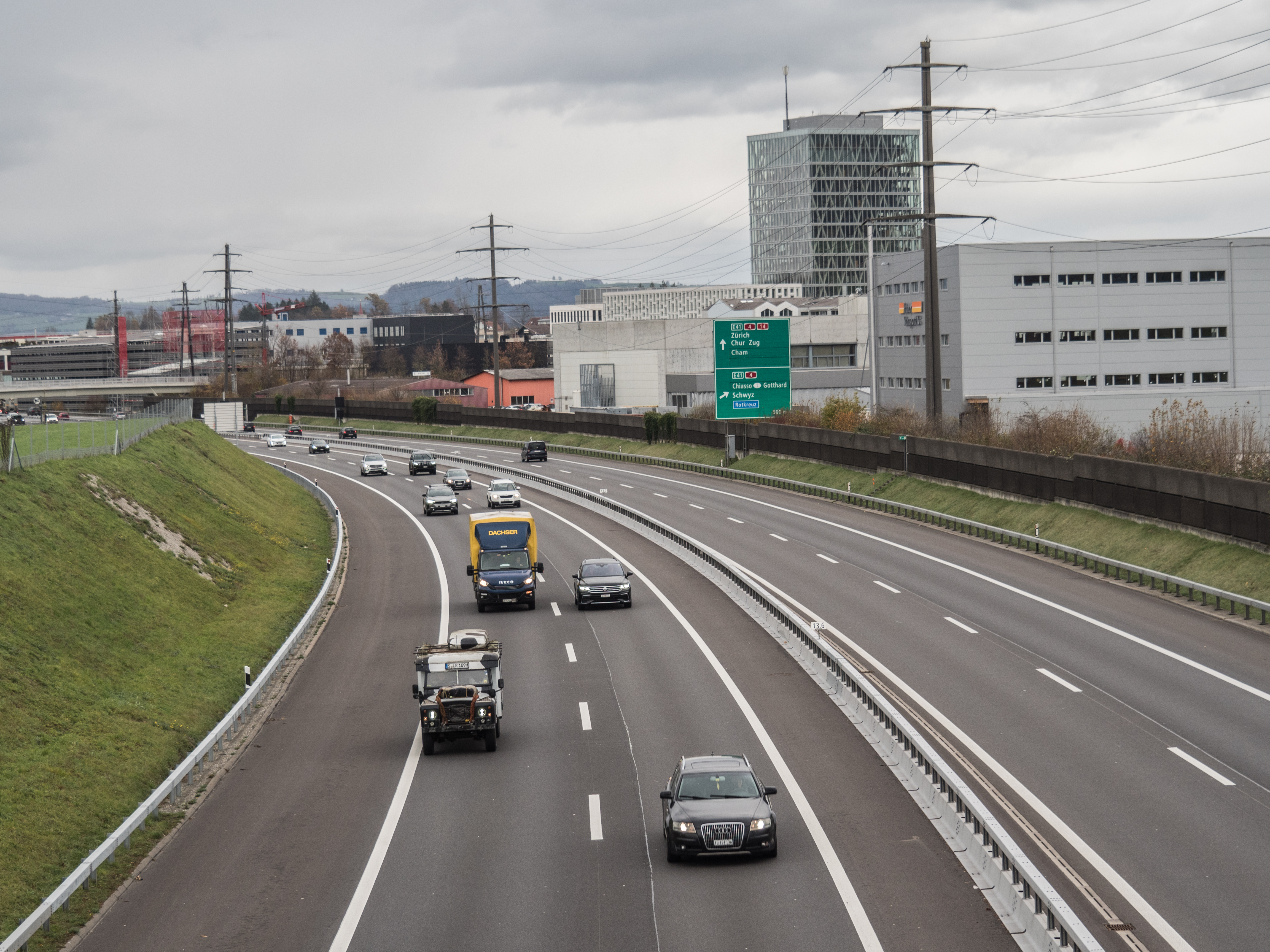
A14 bei Rotkreuz, Roche Diagnostics mit Administrationsgebäude (Roche-Tower) oben rechts
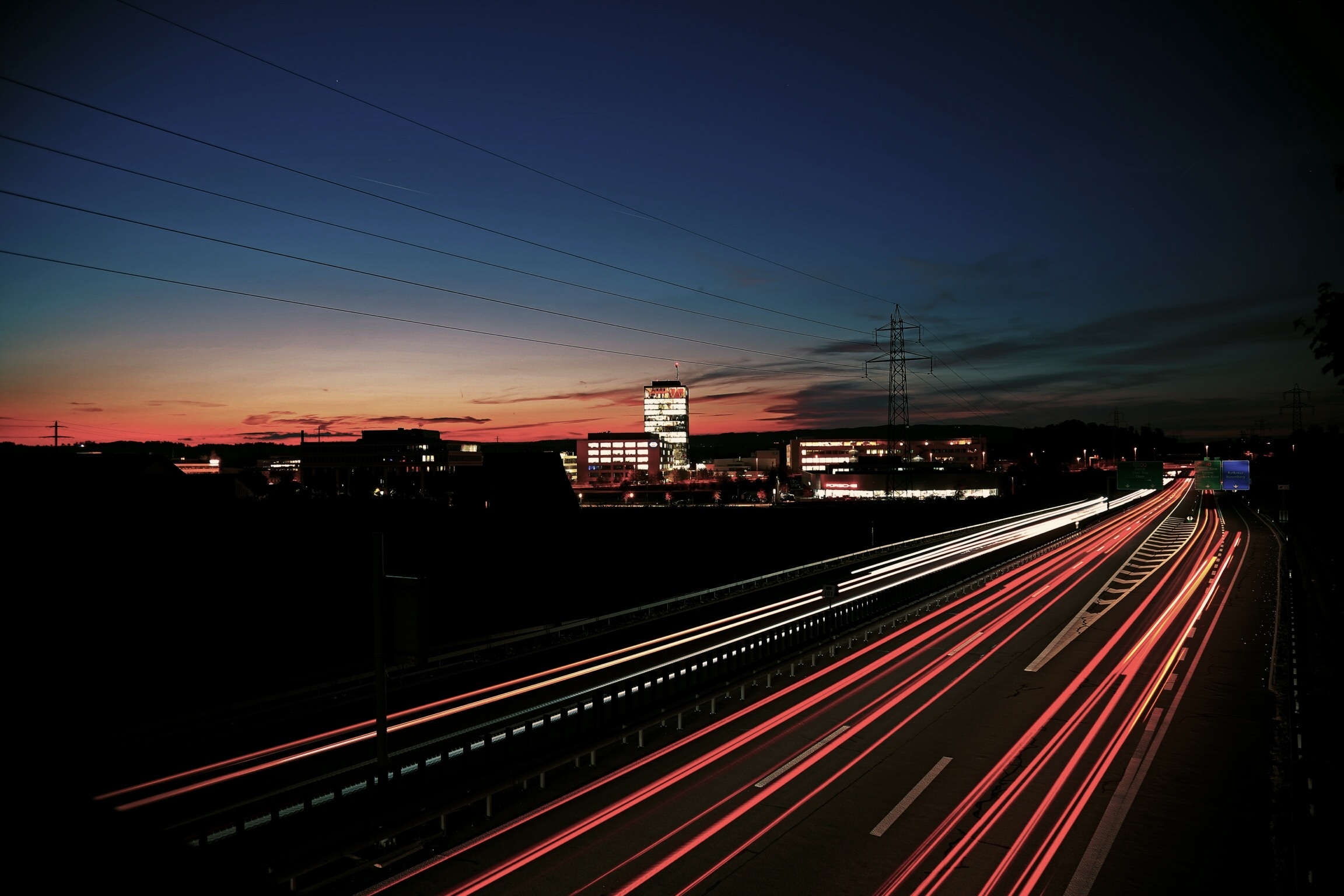
Verzweigung Rütihof in der Dämmerung
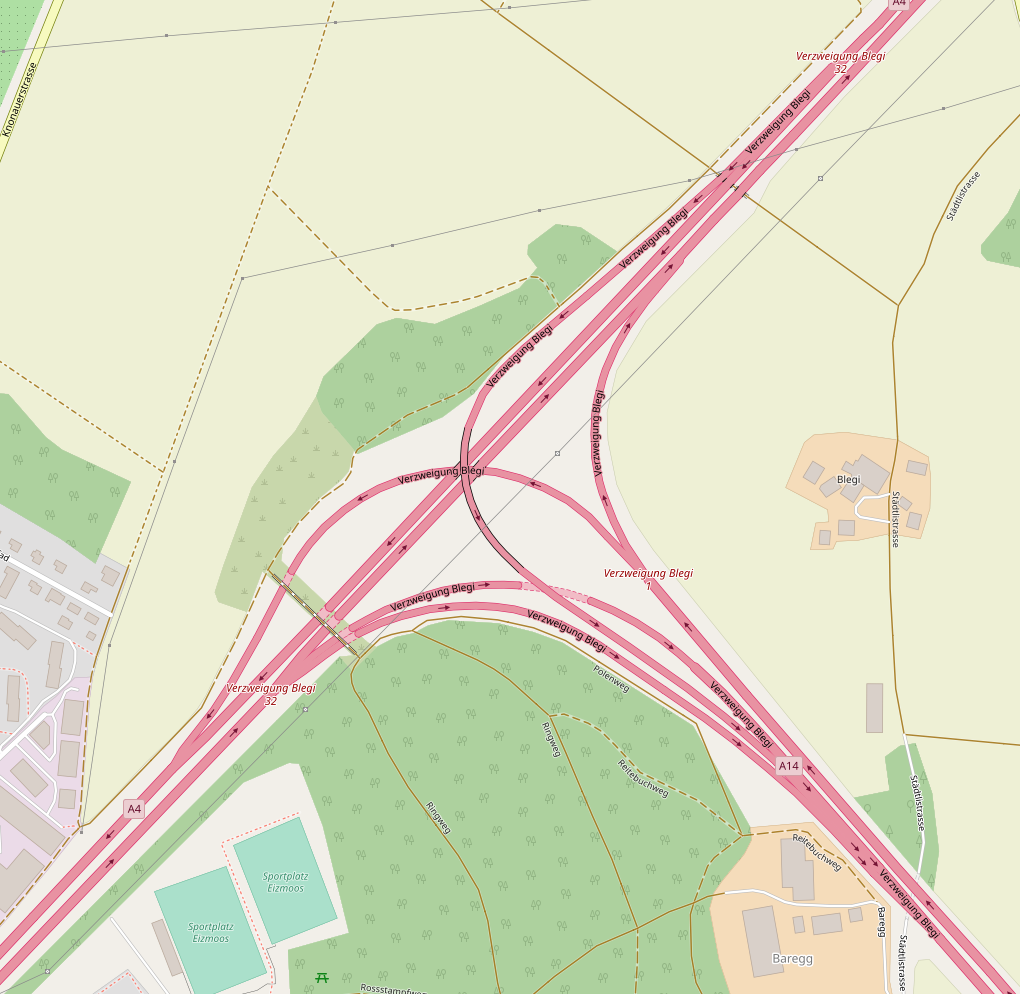
Verzweigung Blegi, Karte